# リアム・ライト
リアム・ライト（Liam Wright、1996年9月19日 - ）は、スーパーラグビー・パシフィック、レッズに所属するラグビーユニオン選手でチームの主将。

## プロフィール
- 南アフリカ・ダーバン出身[1]。
- ポジションはフランカー(FL)。
- 身長 192cm、体重 97kg[2]
- U20オーストラリア代表に選ばれたことがある[3]。
- オーストラリア代表キャップは5（2025年1月現在）。

## 略歴
クイーンズランド・カントリーを経て、2018年、レッズに加入。
2020年、レッズの主将に就任。